# Israel Adesanya
Israel Mobolaji Temitayo Odunayo Oluwafemi Owolabi Adesanya (* 22. Juli 1989 in Lagos) ist ein neuseeländischer Mixed-Martial-Arts-Kämpfer nigerianischer Herkunft. Der ehemalige Kickboxer und Boxer ist ehemaliger Champion der Ultimate Fighting Championship (UFC) im Mittelgewicht.

## Karriere
Adesanya begann seine sportliche Karriere als Kickboxer. Sein Debüt im Mixed Martial Arts war im Jahr 2012. Beginnend mit dem Jahr 2018 schloss er einen Vertrag mit dem Verband der UFC. 2019 gewann er den Kampf um die Meisterschaft im Mittelgewicht gegen Robert Whittaker. Er hat seinen Titel seither 5 Mal erfolgreich verteidigt, zuletzt im Juli 2022 in den Vereinigten Staaten gegen Jared Cannonier. Zusätzlich zum Mittelgewicht kämpft Adesanya auch im Halbschwergewicht der UFC und verlor in dieser Division im März 2021 gegen Jan Blachowicz in Las Vegas.
Adesanya kämpfte am 12. November 2022 bei UFC 281 gegen Alex Pereira, der im Kickboxen zwei Siege gegen Adesanya verzeichnen konnte. Adesanya verlor den Kampf und den Mittelgewicht Titel durch technisches Knockout in der fünften Runde, seine erste Niederlage im Mittelgewicht.
Im Rückkampf mit Alex Pereira am 8. April 2023 bei UFC 287, konnte Adesanya spektakulär gewinnen via KO in der zweiten Runde, nachdem es anfänglich nicht gut aussah für ihn und Pereira die erste Runde klar gewonnen hatte.
Dies war, Stand Februar 2025, der letzte Sieg von Adesanya in der UFC. Bei UFC 293 am 9. September 2023 hat er via Entscheidung gegen Sean Strickland verloren. Am 17. August 2024 verlor er bei UFC 305 via Rear naked Choke gegen Dricus Du Plessis. Am 1. Februar 2025 im Kampf gegen Nassourdine Imavov, hat er via TKO in der zweiten Runde verloren.

## Kontroversen
Im Februar 2020 erregte Adesanya während einer Pressekonferenz im Vorfeld eines Kampfes Aufsehen. Für seine Aussage, dass er seinen Gegner zerbröckeln werde wie die Twin Towers (in Anspielung auf die Terroranschläge am 11. September 2001) wurde er von vielen Seiten kritisiert.